# Колелото на времето
 Тази статия е за книжната поредица.  За едноименния сериал вижте Колелото на времето (сериал).  
„Колелото на Времето“ (The Wheel of Time) е книжна фентъзи поредица, чийто автор е Робърт Джордан, известна и забележителна с голямата плътност на повествованието, многото и сложни детайли на измисления свят, обикновено песимистичния тон, според който почти всичко, което може да тръгне в лоша посока го прави. Серията е известна и с връзката и взаимоотношенията между отделните герои. Някои литературоведи смятат, че Джордан е духовен наследник на епическото фентъзи, популяризирано от Дж. Р. Р. Толкин. Към 18 септември 2007 са продадени над 30 милиона копия от серията по цял свят. По книгата има направени компютърна игра и настолна ролева игра. Първият сезон на едноименния телевизионен сериал по поредицата се излъчва по Амазон Прайм Видео между 19 ноември 2021 и 24 декември.
Поредицата се състои от общо 14 книги и една прелюдия.

## Сюжет
Внимание:  Текстът по-долу разкрива сюжета на произведението (или части от него)!
В началото Създателя сътворява Колелото на Времето, което тъче Шарката на Вековете, като вплита в нея животите и делата на хората както то пожелае. Колелото има седем спици. Всяка спица е един Век. Колелото се върти и Вековете идват и си отиват, като всеки от тях оставя спомени, които избледняват в легенди, после в митове, докато не се забравят. После Векът се връща отново. Вековната шарка се различава леко всеки път, когато Векът се върне, и всеки път е предмет на велика промяна. Но всеки път Векът е същият. Колелото на времето се завърта с помощта на Единствената сила, извличана от Верния извор, извор на магия. Единствената сила е разделена на две половини – мъжка и женска, сайдин и сайдар, като всяка работи в опозиция и в унисон с другата половина, за да задвижва Колелото. Тези, които могат да докосват тази сила и да я използват, се наричат преливащи.
Съществува и Тъмния, могъщо зло, което Създателя оковава, запечатвайки го далеч от Колелото. В един момент обаче Тъмния се освобождава от затвора си, освободен от машинациите на някои хора. Така покварата на Сянката ляга над Земята. Тъмния събира последователи и се опитва да завладее света и да разруши Колелото на Времето. Срещу него се изправя Дракона, преливащ от Вечния извор мъж, който води армиите на Светлината срещу легионите на злото. След битка Светлината печели и Тъмния не успява да се докосне до Колелото. С въртенето на Колелото и с отминаването на Вековете, Тъмния отново събира силите си, докато дойде време да опита отново да завладее света. Така цикълът продължава безброй столетия: Сянката се надига, Дракона се преражда, за да се изправи срещу злото отново и отново.
Романите на Робърт Джордан се основават на особена война между Сянката и Светлината. Изминали са три хиляди години от последната Война за Силата (известна и като Война на Сянката), в която Луз Терин Теламон, Дракона, успява да затвори отново Тъмния с помощта на стоте най-могъщи мъже Айез Седай (известни като Стоте етаири) от Приказния Век. Тъмния обаче успява да поквари сайдин, мъжката половина на Верния извор, което причинява лудост на всички мъже, които могат да преливат. Оттогава на Преродения Дракон се гледа с надежда и страх – от една страна той е единственият, който може да спре Тъмния, а от друга – Луз Терин може да прелее толкова голямо количество от Верния извор, че да издигне цяла планина – и го направил, след като покварата на сайдин достигнала до него. Последвало ужасно разрушение, което променило лицето на планетата. Този период е известен като Разрушението на Света или Времето на Лудостта, бележещ края на Приказния Век. Оцелелите Айез Седай, преливащи жени, главно от Червената Аджа започват да издирват мъже, които могат да преливат, за да предпазят света от повторно разрушение. Това продължава 3000 години, през които света вижда във всички преливащи, независимо от пола, разрушителите на техния свят. Ярък пример за това е Артур Ястребовото крило, единствения човек, обединил целия свят под своя пряпорец, който подлага Тар Валон(още Блестящите стени)на 10-годишна обсада.

## Книги от поредицата
1. Окото на Света
2. Великият лов
3. Прероденият Дракон
4. Силата на Сянката
5. Небесният огън
6. Господарят на хаоса
7. Корона от мечове
8. Пътят на кинжала
  - Сняг: Пролог към Сърцето на зимата, електронна книга
9. Сърцето на зимата
  - Мъжделения: Пролог към Кръстопътища по здрач, електронна книга
10. Кръстопътища по здрач
11. Нож от блянове
12. Буря се надига
13. Среднощни кули
14. Спомен за Светлина

- Нова пролет прелюдия към Колелото на времето

## Персонажи
- Ранд ал'Тор – Главният герой – Прероденият дракон – Тавирен,
- Матрим „Мат“ Каутон – Приятел на Ранд, Тавирен, отличен стратег и водач. сдобива се с Късмета на Тъмния (eкстремен мега-късмет) и с два тер-ангреала - медальон, който не позволява да го докосват със силата и ашандрей /алебарда, който е ключ за друго измерение.
- Перин Айбара – Приятел на Ранд, Тавирен, може да говори с вълци. Изключително силен в Невидимия свят
- Нинив ал'Мийра – Селската премъдра, Жълта Аджа, може да изцерява опитомяване и усмиряване. Една от най-мощните жени в силата.
- Егвийн ал'Вийр – Дъщеря на кмета на Две реки, Амирлински трон на опозицията на Елайда, сънебродница.
- Елейн Траканд – Щерка-наследница на Андор, Зелена Аджа, може да прави тер-ангреали, една от трите, обвързали Ранд.
- Моарейн Дамодред – Айез Седай, Синя Аджа, посветила живота си да намери Преродения дракон и да го напъства в Последната битка.
- ал'Лан Мандрагоран – Стражник, последният жив престолонаследник на унищожената от погибелта държава Малкиер, женен за Нинив.
- Том Мерилин – Веселчун, бивш кралски бард и любовник на кралица Мургейз.
- Авиенда – Дева на копието, преливаща Единствената сила, една от трите обвързали Ранд.
- Мин Фаршоу – една от трите, обвързали Ранд, вижда видения около хората, които се сбъдват. Накрая става съветничека на императрицата на Сеанчан.
- Верин Матуин – Айез Седай, Кафява Аджа, един от много мистериозните образи в поредицата, но изглежда, че помага на Ранд.
- Кацуан Мелайдрин – Айез Седай, Зелена Аджа, най-възрастната Айез Седай, тя се е превърнала в легенда.
- Аланна Мосвани – Айез Седай, обвързала Ранд Ал-Тор със стражническа връзка.

## Събития
- 1. Среща в Две реки – първото значимо събитие е именно срещата на Моарейн и Лан с трите момчета и началото на пътешествието, също така и бълнуването на Трам ал-Тор за Драконовата планина.
- 2. Шадар Логот – изключително важно, тук за пръв път главните герои се разделят и авторът продължава успоредно да представя съдбите на всеки един от тях. Сливането на Мордет и Падан Фейн, камата и Мат.
- 3. Битката при Окото на света – първа среща с отстъпниците и Баал-Замон, истината за Ранд излиза наяве.
- 4. Битката при Фалме – инвазията на Сеанчан, втора битка на Ранд с Баал-Замон, Мат надува рога на Валийр, разкриването на самоличността на Селийн
- 5. В Камъка – битката в Тийр, появата на аийлците, всички дванадесет главни героя отново на едно място, падането на Камъка, смъртта на Ишамаел и обявяването на Преродения дракон.
- 6. Руйдийн – Ранд и Мат в Руйдийн, истината за айилците, Мат и предсказанията на аелфините и еелфините
- 7. Разцеплението на Бялата Кула – усмиряването на Сюан и Леане, бягството на Логаин
- 8. Битката за Емондово поле – Перин, Лоиал, Файле, Байн и Чиад в Две реки в битка на живот и смърт, появата на Люк-Исам
- 9. Битката с Ашмодеан – Ранд срещу Ашмодеан
- 10. Смъртта на Моарейн – битката между Ранд и Рахвин, окаишването на Могедиен, смъртта на Ашмодеан, падането на Ланфеар и Моарейн през портала
- 11. Шайол Гул – възкресението на Осан'гар и Аран'гар, появата на Шайдар Хараан, Тъмният говори
- 12. Думайските кладенци – битката при Думайски кладенци, освобождаването на Ранд, Аш'аман в действие
- 13. Короната от мечове – Ранд срещу Самаел в Шадар Логот
- 14. Лудостта на Аш'аман – предателството на Дашива, Ранд губи почва
- 15. Пречистването на Сайдин – Ранд и Нийнив пречистват мъжката половина на Извора, смъртта на Осан'гар, отстъпниците претърпяват поражение
- 16. Пленяването на Егвийн и затвора и в Бялата кула
- 17. Битката на Егвийн в Бялата кула. Нападение на сеанчанците над кулата. Пленяване на Елайда и провъзгласяване на Егвийн ал-Вийр за Амирлин.
- 18. Перин и неговата войска. Битката на Перин във вълчите сънища с Убиеца – събития, оказващи влияние и в реалния свят.
- 19. Битката на Мат с голама. Мат тръгва да търси Моарейн.
- 20. Амирлин побеждава Месаана. Още един отстъпник е повален.
- 21. Перин и Белите плащове ръководени от Лорд Капитан Командир Галад (доведен син на Мургейз – бившата кралица на Андор) обединяват армиите си и водят епична битка срещу силите на мрака, изпратени от Грендал.
- 22. Тварите на мрака атакуват от Погибелта. Тармон Гай Дон настава.

## Смъртта на автора
Джордан многократно е заявявал, че работи върху дванадесетата книга, имаща работно заглавие Спомен за Светлина. Неведнъж, включително и на конгреса КомиКон 2006, споменава, че книгата трябвало да е с около 1500 страници. Преди смъртта си Джордан планира да напише две по-къси новели, енциклопедия и три други новели 
След смъртта на Джордан на 16 септември 2007 г., финализирането на поредицата е поставено под въпрос. На 7 декември 2007 г. издателят Тор Буукс обявява, че фентъзи-писателят Брандън Сандерсън ще довърши Спомен за Светлина. по работните бележки на Джордан.